# (500499) 2012 TP273
(500499) 2012 TP273 es un asteroide perteneciente al cinturón de asteroides, descubierto el 15 de octubre de 2012 por el equipo del Mount Lemmon Survey desde el Observatorio del Monte Lemmon, Arizona, Estados Unidos.

## Designación y nombre
Designado provisionalmente como 2012 TP273.

## Características orbitales
2012 TP273 está situado a una distancia media del Sol de 3,093 ua, pudiendo alejarse hasta 3,798 ua y acercarse hasta 2,387 ua. Su excentricidad es 0,228 y la inclinación orbital 2,385 grados. Emplea 1986,92 días en completar una órbita alrededor del Sol.

## Características físicas
La magnitud absoluta de 2012 TP273 es 17,2. 